# X-42 Pop-Up Upper Stage
X-42 là tên định danh dành cho dự án không gian quân sự bí mật của Hoa Kỳ. Có thông tin cho rằng nó là một rocket sử dụng nhiên liệu lỏng có khả năng mang tới 4.000 lb (1.800 kg) lên quỹ đạo Trái Đất.

## Nội dung liện quan
Chuỗi định danh:
X-39 -
X-40 -
X-41 -
X-42 -
X-43 -
X-44 -
X-45